# Lijst van rijksmonumenten in Wijk bij Duurstede (gemeente)
De gemeente Wijk bij Duurstede telt 172 inschrijvingen in het rijksmonumentenregister, hieronder een overzicht. 

## Cothen
De plaats Cothen telt 27 inschrijvingen in het rijksmonumentenregister. Zie Lijst van rijksmonumenten in Cothen voor een overzicht.

## Langbroek
De plaats Langbroek telt 64 inschrijvingen in het rijksmonumentenregister. Zie Lijst van rijksmonumenten in Langbroek voor een overzicht.

## Overlangbroek
De plaats Overlangbroek telt 7 inschrijvingen in het rijksmonumentenregister.
| Object | Oorspronkelijke functie? | Bouwjaar                                  | Architect | Locatie              | Coördinaten?                  | Nr.?   | Afbeelding                                                                               |
| --- | ------------------------ | ----------------------------------------- | --------- | -------------------- | ----------------------------- | ------ | ---------------------------------------------------------------------------------------- |
| Boerderij, gecementeerd dwarshuis                                                                               | Boerderij                |                                           |           | Bovenwijkerweg 1     | 51° 59' 54" NB, 5° 21' 29" OL | 23917  | Meer afbeeldingen                                                                        |
| Boerderij langhuis topgevel met afgewolfd dak                                                                   | Boerderij                |                                           |           | Langbroekerdijk B 14 | 51° 59' 41" NB, 5° 22' 0" OL  | 23918  | Meer afbeeldingen                                                                        |
| Boerderij, langhuis topgevel met afgewolfd dak en kookhuis                                                      | Boerderij                |                                           |           | Langbroekerdijk B 16 | 51° 59' 40" NB, 5° 22' 3" OL  | 23919  | Meer afbeeldingen                                                                        |
| Nederlands Hervormde Kerk                                                                                       | Kerk en kerkonderdeel    | 1832 (kerk) 15e eeuw (toren) 1770 (orgel) |           | Langbroekerdijk B 30 | 51° 59' 29" NB, 5° 23' 4" OL  | 23920  | Meer afbeeldingen                                                                        |
| Kasteel Zuilenburg : ridderhofstad, vierkant gebouwtje, overblijfsel van het oude huis, met gemetseld tongewelf | Kasteel, buitenplaats    | 16e eeuw                                  |           | Langbroekerdijk B 32 | 51° 59' 31" NB, 5° 23' 9" OL  | 23921  | Meer afbeeldingen                                                                        |
| Boerderij "Middenrust" : fraai witgepleisterd groot dwarshuistype, zadeldak met een topgevel eindigend, opkamer | Boerderij                | 18e eeuw                                  |           | Langbroekerdijk B 38 | 51° 59' 31" NB, 5° 23' 27" OL | 23922  | Meer afbeeldingen                                                                        |
| Kasteel Zuilenburg : Terrein waarin de overblijfselen van het versterkte huis Zuylenburg                        | Kasteel, buitenplaats    | 14e eeuw                                  |           | Langbroekerdijk B 32 | 51° 59' 31" NB, 5° 23' 8" OL  | 512933 | Kasteel Zuilenburg : Terrein waarin de overblijfselen van het versterkte huis Zuylenburg |

## Wijk bij Duurstede
De plaats Wijk bij Duurstede telt 74 inschrijvingen in het rijksmonumentenregister. Zie Lijst van rijksmonumenten in Wijk bij Duurstede (plaats) voor een overzicht.
Amersfoort ·
Baarn ·
Bunnik ·
Bunschoten ·
De Bilt ·
De Ronde Venen ·
Eemnes ·
Houten ·
IJsselstein ·
Leusden ·
Lopik ·
Montfoort ·
Nieuwegein ·
Oudewater ·
Renswoude ·
Rhenen ·
Soest ·
Stichtse Vecht ·
Utrecht ·
Utrechtse Heuvelrug ·
Veenendaal ·
Vijfheerenlanden ·
Wijk bij Duurstede ·
Woerden ·
Woudenberg ·
Zeist